# Mallophora testaceipes
Mallophora testaceipes är en tvåvingeart som beskrevs av Macquart 1850. Mallophora testaceipes ingår i släktet Mallophora och familjen rovflugor. Inga underarter finns listade i Catalogue of Life.